# Кобельма
Кобельма — река в России, правый приток Кондурчи. Протекает в Красноярском районе Самарской области.

## География
Устье реки находится в селе Калиновка (бывшая Кобельма), в 49 км по правому берегу реки Кондурча. Длина реки составляет 10 км.

## Данные водного реестра
По данным государственного водного реестра России относится к Нижневолжскому бассейновому округу, водохозяйственный участок реки — Сок от истока и до устья. Речной бассейн реки — Волга от верховий Куйбышевского водохранилища до впадения в Каспий.
Код объекта в государственном водном реестре — 11010000612112100006126.